# 101P/Chernykh
101P/Chernykh – kometa krótkookresowa z rodziny komet Jowisza. 

## Odkrycie
Kometę tę odkrył astronom Nikołaj Czernych 18 sierpnia 1977 roku w Krymskim Obserwatorium Astrofizycznym. W nazwie znajduje się zatem nazwisko odkrywcy.

## Orbita komety
Orbita komety 101P/Chernykh ma kształt elipsy o mimośrodzie 0,59. Jej peryhelium znajduje się w odległości 2,35 j.a., aphelium zaś 9,23 j.a. od Słońca. Jej okres obiegu wokół Słońca wynosi 13,94 roku, nachylenie do ekliptyki to wartość 5,08˚.

## Właściwości fizyczne
Jądro 101P/Chernykh ma średnicę ok. 5,6 km. Podczas zbliżenia do Słońca w roku 1991 nastąpił rozpad tej komety na dwie części. Mniejszy fragment 101P/Chernykh-B oddalił się od głównego i porusza się po niezależnej orbicie.